# Malta ai Giochi della XXVIII Olimpiade
Malta partecipò ai Giochi della XXVIII Olimpiade, svoltisi ad Atene, Grecia, dal 13 al 29 agosto 2004, con una delegazione di 7 atleti impegnati in cinque discipline.

## Delegazione
| Sport            | Uomini | Donne | Totale |
| ---------------- | ------ | ----- | ------ |
| Atletica leggera | 1      | 1     | 2      |
| Judo             | -      | 1     | 1      |
| Nuoto            | 1      | 1     | 2      |
| Tiro             | 1      | -     | 1      |
| Vela             | 1      | -     | 1      |
| Totale           | 4      | 3     | 7      |

## Risultati

### Atletica leggera
| Q | Qualificato al turno successivo per la Classifica in qualificazione                                                          |
| q | Qualificato per il turno successivo per ripescaggio o, negli eventi su campo, conquistando la misura minima per qualificarsi |

Maschile
Eventi su pista e strada
| Atleta         | Evento      | Batteria  | Batteria   | Quarti di finale | Quarti di finale | Semifinale      | Semifinale      | Finale          | Finale          |
| Atleta         | Evento      | Risultato | Classifica | Risultato        | Classifica       | Risultato       | Classifica      | Risultato       | Classifica      |
| -------------- | ----------- | --------- | ---------- | ---------------- | ---------------- | --------------- | --------------- | --------------- | --------------- |
| Darren Gilford | 100 m piani | 10"67     | 5º         | non qualificato  | non qualificato  | non qualificato | non qualificato | non qualificato | non qualificato |

Femminile
Eventi su pista e strada
| Atleta      | Evento      | Batteria  | Batteria   | Semifinale      | Semifinale      | Finale          | Finale          |
| Atleta      | Evento      | Risultato | Classifica | Risultato       | Classifica      | Risultato       | Classifica      |
| ----------- | ----------- | --------- | ---------- | --------------- | --------------- | --------------- | --------------- |
| Tanya Blake | 800 m piani | 2'19"34   | 7ª         | non qualificata | non qualificata | non qualificata | non qualificata |

### Judo
Femminile
| Atleta         | Evento | Preliminari              | 16-esimi             | Ottavi               | Quarti               | Semifinali           | Ripescaggio                 | Finale               | Pos.            |
| Atleta         | Evento | Avversaria Punteggio     | Avversaria Punteggio | Avversaria Punteggio | Avversaria Punteggio | Avversaria Punteggio | Avversaria Punteggio        | Avversaria Punteggio | Pos.            |
| -------------- | ------ | ------------------------ | -------------------- | -------------------- | -------------------- | -------------------- | --------------------------- | -------------------- | --------------- |
| Marcon Bezzina | -57 kg | Kye Sh (PRK) P 0000–1010 | non qualificata      | non qualificata      | non qualificata      | non qualificata      | Juchareva (RUS) P 0000–1100 | non qualificata      | non qualificata |

### Nuoto
Maschile
| Atleta     | Evento             | Batteria  | Batteria   | Semifinale      | Semifinale      | Finale          | Finale          |
| Atleta     | Evento             | Risultato | Classifica | Risultato       | Classifica      | Risultato       | Classifica      |
| ---------- | ------------------ | --------- | ---------- | --------------- | --------------- | --------------- | --------------- |
| Neil Agius | 400 m stile libero | 4'22"14   | 46º        | non qualificato | non qualificato | non qualificato | non qualificato |

Femminile
| Atleta       | Evento         | Batteria  | Batteria   | Semifinale      | Semifinale      | Finale          | Finale          |
| Atleta       | Evento         | Risultato | Classifica | Risultato       | Classifica      | Risultato       | Classifica      |
| ------------ | -------------- | --------- | ---------- | --------------- | --------------- | --------------- | --------------- |
| Angela Galea | 100 m farfalla | 1'05"47   | 36ª        | non qualificata | non qualificata | non qualificata | non qualificata |

### Tiro a segno/volo
Maschile
| Atleta           | Evento      | Qualificazioni | Qualificazioni | Finale          | Finale          |
| Atleta           | Evento      | Punti          | Classifica     | Punti           | Classifica      |
| ---------------- | ----------- | -------------- | -------------- | --------------- | --------------- |
| William Chetcuti | Double trap | 134 (1)        | =9º            | non qualificato | non qualificato |

### Vela
Maschile
| Atleta         | Evento | Regata | Regata | Regata | Regata | Regata | Regata | Regata | Regata | Regata | Regata | Regata | Punteggio netto | Classifica finale |
| Atleta         | Evento | 1      | 2      | 3      | 4      | 5      | 6      | 7      | 8      | 9      | 10     | M*     | Punteggio netto | Classifica finale |
| -------------- | ------ | ------ | ------ | ------ | ------ | ------ | ------ | ------ | ------ | ------ | ------ | ------ | --------------- | ----------------- |
| Mario Aquilina | Laser  | 27     | 27     | 40     | 26     | OCS    | 37     | 21     | 40     | 38     | 39     | 34     | 339             | 39º               |